# Wade (Mississipi)
Wade és una concentració de població designada pel cens dels Estats Units a l'estat de Mississipi. Segons el cens del 2000 tenia 491 habitants.

## Demografia
Segons el cens del 2000, Wade tenia 491 habitants, 169 habitatges, i 147 famílies. La densitat de població era de 43,5 habitants per km².
Dels 169 habitatges en un 45% hi vivien nens de menys de 18 anys, en un 76,3% hi vivien parelles casades, en un 5,9% dones solteres, i en un 13% no eren unitats familiars. En l'11,2% dels habitatges hi vivien persones soles el 3% de les quals corresponia a persones de 65 anys o més que vivien soles. El nombre mitjà de persones vivint en cada habitatge era de 2,91 i el nombre mitjà de persones que vivien en cada família era de 3,15.
Per edats la població es repartia de la següent manera: un 29,3% tenia menys de 18 anys, un 6,3% entre 18 i 24, un 31,4% entre 25 i 44, un 25,3% de 45 a 60 i un 7,7% 65 anys o més.
L'edat mediana era de 34 anys. Per cada 100 dones de 18 o més anys hi havia 105,3 homes.
La renda mediana per habitatge era de 50.972 $ i la renda mediana per família de 60.982 $. Els homes tenien una renda mediana de 45.673 $ mentre que les dones 23.000 $. La renda per capita de la població era de 15.993 $. Entorn del 4,5% de les famílies i el 2,7% de la població estaven per davall del llindar de pobresa.

## Poblacions més properes
El següent diagrama mostra les poblacions més properes.